# O Caçula do Barulho
Pour plus de détails, voir Fiche technique et Distribution.
O Caçula do Barulho est un film brésilien sorti en 1949. Il est tourné par Riccardo Freda en parallèle de son film italien Guarany, également tourné au Brésil.
Freda a réuni pour ce film des artistes brésiliens populaires et l'a tourné dans le style chanchada. Malgré cela, c'est un des films les moins connus de son réalisateur, et il a été très peu projeté en dehors du Brésil.

## Synopsis
Le protagoniste est un jeune homme qui a tendance à s'attirer des ennuis mais qui est toujours tiré d'affaire par l'un de ses sept frères. Bientôt, il tombe éperdument amoureux d'une chanteuse italienne, mais dans le même temps il a maille à partir avec un gang qui dirige un réseau d'esclavage en appâtant des jeunes filles en leur faisant miroiter un mariage à Hollywood.

## Fiche technique
Sauf indication contraire, les informations mentionnées dans cette section peuvent être confirmées par la base de données cinématographiques IMDb,  présente dans la section « Liens externes ».
- Titre original : O Caçula do Barulho[1]
- Réalisation : Riccardo Freda
- Scenario :	Riccardo Freda, Alinor Azevedo
- Photographie :	Ugo Lombardi
- Montage : Carla Civelli, Serafim Moura, Nélson Schultz
- Musique : Lírio Panicalli
- Décors : Murillo Lopes[1]
- Sociétés de production : Atlântida Cinematográfica (pt)[1]
- Pays de production :  Brésil
- Langue originale : portugais
- Format : Noir et blanc - 1,37:1 - Son mono - 35 mm
- Durée : 110 min (1 h 40[1])
- Genre : Comédie policière
- Dates de sortie :
  - Brésil : 6 avril 1949 (São Paulo[1])

## Distribution
- Oscarito (pt)
- Grande Otelo
- Gianna Maria Canale
- Anselmo Duarte